# Maiden (Carolina del Norte)
Maiden es un pueblo ubicado en el condado de Catawba y condado de Lincoln en el estado estadounidense de Carolina del Norte. La localidad en el año 2000, tenía una población de 3.282 habitantes en una superficie de 12.4 km², con una densidad poblacional de 267.7 personas por km².

## Geografía
Maiden se encuentra ubicado en las coordenadas 35°34′44″N 81°12′43″O / 35.57889, -81.21194. Según la Oficina del Censo, la localidad tiene un área total de 12,4 km² (4,8 mi²), de la cual 12,3 km² (4,7 mi²) es tierra y 0,1 km² (0 mi²) (0.84%) es agua.

### Localidades adyacentes
El siguiente diagrama muestra a las localidades en un radio de 16 kilómetros (9,9 mi) de Maiden.

## Demografía
En el 2000 la renta per cápita promedia del hogar era de $35.417, y el ingreso promedio para una familia era de $44.063. El ingreso per cápita para la localidad era de $19.026. En 2000 los hombres tenían un ingreso per cápita de $29.695 contra $21.594 para las mujeres. Alrededor del 8.90% de la población estaba bajo el umbral de pobreza nacional.